# ولانسین
کمون والنسین یا والانسین (به فرانسوی: Valenciennes) (‎/ˌvælɒ̃ˈsjɛn/‎, also UK: ‎/ˌvælənsiˈɛn/‎, US: ‎/-nz, vəˌlɛnsiˈɛn(z)/‎, فرانسوی: [valɑ̃sjɛn] (); هلندی: Valencijn; لاتین: Valentianae) در شهرستان نور (فرانسه) در ناحیه شمال کاله با جمعیت ۴۳٬۶۸۰ نفر در کشور فرانسه واقع شده‌است.